# Susan Dey
Susan Hallock Dey (ur. 10 grudnia 1952 w Pekinie w stanie Illinois) – amerykańska aktorka i producentka telewizyjna i filmowa, modelka, laureatka nagrody Złotego Globu (1988) za rolę Grace Van Owen w serialu NBC Prawnicy z Miasta Aniołów (L.A. Law, 1986-92).